# Novosadski dogovor
Novosadski dogovor sklopljen je 10. prosinca 1954. između uglavnom hrvatskih i srpskih te dijelom bosanskohercegovačkih i crnogorskih jezikoslovaca.

## Uvod
Prvo formalno izjašnjavanje o želji ujedinjavanja slavenskih jezika - Bečki književni dogovor, dogodio se 104 godine prije Novosadskog dogovora. Taj dogovor nije bio obvezujuća isprava jer ga nisu ratificirali ovlašteni narodni predstavnici, niti su u potpisivanju sudjelovali ključni jezikoslovci, te od tog dogovora nije bilo ništa. Sedamdesetak godina kasnije stvorena je prva Jugoslavija - Kraljevina Srba, Hrvata i Slovenaca. U njoj je jezik prvotno definiran kao srpskohrvatskislovenski, a kasnije samo  – srpskohrvatski jezik. U prethodnim razdobljima nije ni moglo doći do zajedničkoga nazivnika jer je povijesni razvitak spomenutih dvaju jezika, koji ih kao zasebne povijesti jedini legitimiraju, bio potpuno drugačiji. Naime, srpski pisani, književni jezik obilježava ruta: jezik Nemanjićâ (tj. uglavnom crkvenoslavenski jezik srpske redakcije) – nakon toga ruskoslavenski jezik kao službeni jezik srpske pravoslavne crkve (počevši od Srijemskih Karlovaca kao dara ruskoga cara Petra Velikoga pa sve donedavna) – zatim slavenoserpski jezik (poglavito u Novome Sadu i Vojvodini) – i, na kraju, Karadžić.
Hrvatska je ruta drugačija: njezino je obilježje, neprekinuta tronarječna književna stilizacija bar kroz pet-šest stoljeća. Dok je dakle Hrvatima trodijalektalno izvorište književnoga jezika sasvim normalna pojava, Karadžić se opredjeljuje za jednodijalekatnu ekskluzivnost. Kad se tako promotre stvari, onda postaje jasnije da novi naziv jeziku, naoko zgodan, srpskohrvatski naime, u normalnim okolnostima ne bi mogao preživjeti iz jednostavnog razloga što ni dotada, pa i otada, nikada nikomu nije bio materinski jezik. Odnosno, mogao je opstati, čak se neko vrijeme i proširio na srpskohrvatskoslovenački, samo silom vlasti, pogotovu za vrijeme karađorđevićevske Jugoslavije.
Godine 1929. dolazi do pravoga udara: tadašnje Ministarstvo prosvete Kraljevine Srba, Hrvata i Slovenaca ukida Hrvatski pravopis Ivana Broza i objavljuje Pravopisno uputstvo za sve osnovne, srednje i stručne škole. »U svim se školama naše zemlje – stoji u predgovoru – upotrebljava jedan pravopis, zasnovan na velikoj jezičkoj i pravopisnoj reformi Vuka Karadžića (…) Ovaj se način pisanja ima uvesti u sve naše škole.« Vrata su novomu propisanomu jeziku i pravopisu, upravo ekavizaciji jezika u Hrvatskoj, bila tako širom otvorena. Taj je proces bio donekle zaustavljen za vrijeme Banovine Hrvatske. Važnije je ipak od svega toga da je hrvatska književna ili književnička rijeka, unatoč presijama i zabranama, nastavljala teći svojim tijekom dalje, ostajući uglavnom u vlastitu koritu, dakle u svome jezičnome toku,
Žestoka unifikacija trajala je do 1939. kad je jugoslavenska buržoazija postigla politički dogovor kojim je osnovana Banovina Hrvatska. Hrvatski jezik tada polako kreće svojim zasebnim putem.
Ubrzo po slomu Kraljevine Jugoslavije razvoj jezika krenuo je u dva smjera, od kojih je trend započet u Banovini Hrvatskoj nastavljen na privremeno oslobođenom području. Takvo stanje ostaje i dalje sve do potpisivanja Novosadskoga dogovora.

## Stanje u drugoj Jugoslaviji – Novosadski dogovor
Nakon drugoga svjetskoga rata Hrvatska se našla u sklopu federativne Jugoslavije. Zanimljivo je da je već AVNOJ na svome drugome zasjedanju donio odredbu da se sve njegove odluke, naredbe i proglasi moraju objavljivati na četiri jezika, i to »na srpskom, hrvatskom, slovenačkom i makedonskom jeziku« jer su »svi ovi jezici ravnopravni na cijeloj teritoriji Jugoslavije«.
Na četiri je jezika proglašen kasnije i novi ustav. Isto su se tako smatrali autentičnima tekstovi objavljeni u Službenom listu na četiri spomenuta jezika. Pravno gledajući, na taj je način i hrvatskomu književnomu jeziku bilo osigurano njegovo postojanje i ime. Polazeći od toga, počelo je Hrvatsko filološko društvo iz Zagreba pripremati novi poslijeratni pravopis, a 1952. pokrenulo je Jezik, »časopis za kulturu hrvatskoga književnoga jezika«, na čelu s dugogodišnjim glavnim urednikom Ljudevitom Jonkeom. U to vrijeme u jezik ulazi i velik broj internacionalizama s obzirom na internacionalističku narav komunističkoga pokreta, kao i imajući u vidu predvodničku ulogu Saveza komunista u tadašnjoj Jugoslaviji. Daljnja globalizacija i uvođenje anglizama nastavlja se do danas.
Kao reakciju na pripreme novog poslijeratnog pravopisa srbijanska je strana preko Letopisa Matice srpske raspisala "Anketu o pitanjima srpskohrvatskog jezika i pravopisa" zalažući se za jedinstven srpskohrvatski jezik koji bi trebao imati i jedinstven pravopis i jedinstvenu terminologiju na čitavom srpsko-hrvatskom prostoru i do rujna 1954. Letopis je objavio odgovore i prigovore četrdesetak sudionika. 
Poslije završene Ankete, zapravo preslikane Ankete Jovana Skerlića iz 1912., održan je pod visokim pokroviteljstvom ministra unutarnjih poslova Aleksandra Rankovića zvanog Leka sastanak na kojem je zaključeno kako je jezik Hrvata, Srba i Crnogoraca jedan jezik, pa je i književni koji se razvio oko dva središta, Zagreba i Beograda, jedinstven s dva izgovora: ijekavskim i ekavskim, da je u nazivu jezika u službenoj upotrebi nužno istaknuti oba njegova dijela (i hrvatski i srpski), da su ravnopravna oba izgovora (ijekavski i ekavski) i oba pisma (latinica i ćirilica), da je potrebno izraditi priručni rječnik hrvatskosrpskog/srpskohrvatskog književnog jezika, terminološke rječnike i zajednički pravopis.
Na temelju tih zaključaka izrađen je zajednički pravopis koji je 1960. Matica hrvatska izdala ijekavski i latinicom pod naslovom Pravopis hrvatskosrpskog književnog jezika s pravopisnim rječnikom, a Matica srpska ekavski i ćirilicom pod naslovom Pravopis srpskohrvatskog književnog jezika sa pravopisnim rečnikom.
U "Novosadskom" pravopisu stoje potpisnici Novosadskoga dogovora, prešućujući ogradu Stjepana Ivšića (jednog od najuglednijih hrvatskih jezikoslovaca), koji je svoj potpis uvjetovao time da Novosadski dogovor neće poslužiti potiskivanju ijekavsko-štokavskoga i latinice u javnoj uporabi.
Promjenom redoslijeda u nazivu jezika, tj. srpskohrvatski u hrvatskosrpski, ništa se bitno nije promijenilo – unitaristička želja za ostvarenjem drvenoga željeza ostala je i dalje.
Budući da se natrag nije ni htjelo ni moglo, počelo se spašavati bar ono što bi se eventualno spasiti dalo. Pojavile su se stoga teorije o dvjema varijantama nepostojećega jezika: o srpskoj i hrvatskoj ili, ublaženije, o zagrebačkoj i beogradskoj. Zanimljivo je da je teoretska rasprava o varijantama započela sa srpske strane. Bolje i to, kad se već teško mogu ili čak gotovo ne mogu ukinuti ustavotvorne odredbe o službenim jezicima u SFRJ.

## Propast Novosadskog dogovora - Deklaracija o nazivu i položaju hrvatskog književnog jezika
Novosadski dogovor nije bio po volji dijelu hrvatskih jezikoslovaca pa i onih koji su, ne želeći mu se odmah javno usprotiviti, stavili na njega potpis. Ti su jezikoslovci bili nezadovoljni objavljenim rječnicima i pravopisima u kojima se jezik, u skladu s Novosadskim dogovorom, nazivao hrvatskosrpskim. Stoga su 1967. objavili Deklaraciju o nazivu i položaju hrvatskog književnog jezika u kojoj su iznijeli svoje negativne stavove o Novosadskom dogovoru. S obzirom na jednostranost ovoga opravdanog poteza, u široj jugoslavenskoj javnosti isti je dočekan osudom. Matica hrvatska se tom Deklaracijom odriče Novosadskog dogovora i zajedničkog pravopisa, prekida rad na zajedničkom rječniku, te organizira izradu novog pravopisa. Godine 1971. izlazi popularno nazvani "Londonac", odnosno Hrvatski pravopis Stjepana Babića, Božidara Finke i Milana Moguša, koji je u fototipskom obliku tada objavljen u Londonu. U zemlji nije objavljen, dijeleći tako sudbinu Hrvatskoga proljeća. Ovaj se pravopis u Jugoslaviji nije koristio, a danas je u usporednoj javnoj upotrebi.
1. srpnja 1971. Društvo hrvatskih književnika odreklo se je ovog dogovora. Nešto prije Novosadski je dogovor odbacila i Matica hrvatska.

## Vanjske poveznice
- Književni dogovor u Beču  Arhivirana inačica izvorne stranice od 12. lipnja 2007. (Wayback Machine)
- Novosadski dogovor  Arhivirana inačica izvorne stranice od 12. lipnja 2007. (Wayback Machine)
- Pravopis hrvatskosrpskoga književnog jezika s pravopisnim rječnikom  Arhivirana inačica izvorne stranice od 12. lipnja 2007. (Wayback Machine)
- Rječnik hrvatskosrpskoga književnog jezika  Arhivirana inačica izvorne stranice od 12. lipnja 2007. (Wayback Machine)
- Deklaracija o nazivu i položaju hrvatskog književnog jezika  Arhivirana inačica izvorne stranice od 1. ožujka 2007. (Wayback Machine)